# Premio Municipal de Largometraje "Román Chalbaud"
El Premio Municipal de Largometraje “Román Chalbaud”, anteriormente denominado Premio Municipal de Largometraje, es un galardón que se otorga como reconocimiento y homenaje a cineastas destacados venezolanos que durante cinco (5) décadas, hayan contribuido de manera significativa al desarrollo y vigencia de las artes cinematográficas en Venezuela. Su creación fue aprobada por el Concejo del Municipio Bolivariano Libertador en fecha 5 de junio del año 2010, y publicada en la Gaceta Municipal Nº 3278-7.
Creados originalmente en los años 70, los Premios Municipales de Cine, otorgados por el Concejo del Municipio Bolivariano Libertador de Caracas, se denominan actualmente Premio Municipal de Largometraje “Román Chalbaud” y Premio Municipal de Cortometraje “David Suarez”, mediante Acuerdo sancionado por dicho Concejo como reconocimiento y homenaje a estos insignes y destacados cineastas venezolanos. Durante cuatro décadas estos premios han contribuido de manera significativa a resaltar lo mejor del cine venezolano, reconociendo año tras año el talento de sus creadores y hacedores.

## Descripción
Se otorga originalmente a la Mejor Película Nacional en formato de largometraje producida en el país. También se refieren las siguientes menciones (con sus respectivas recompensas iniciales):
- Mejor Película: Ochenta y Cuatro con Cincuenta (84,50) Unidades Tributarias y un pergamino.
- Mejor Película Documental: Ochenta y Cuatro con Cincuenta (84,50) Unidades Tributarias y un pergamino.
- Mejor Película de Animación: Ochenta y Cuatro con Cincuenta (84,50) Unidades Tributarias   y un pergamino.
- Mejor Dirección: Setenta y Siete con Cincuenta (77,50) Unidades Tributarias y un pergamino.
- Mejor Dirección de Arte: Setenta y Siete con Cincuenta (77,50) Unidades Tributarias y un pergamino.
- Mejor Guión: Cincuenta y Ocho con Cincuenta (58,50) Unidades Tributarias y un pergamino.
- Mejor Montaje: Cincuenta y Ocho con Cincuenta (58,50) Unidades Tributarias y un pergamino.
- Mejor Música Original: Cincuenta y Ocho con Cincuenta (58,50) Unidades Tributarias y un pergamino.
- Mejor Banda Sonora: Cincuenta y Ocho con Cincuenta (58,50) Unidades Tributarias y un pergamino.
- Mejor Fotografía: Cincuenta y Ocho con Cincuenta (58,50) Unidades Tributarias y un pergamino.
- Mejor Actriz: Sesenta y Uno con Cincuenta (61,50) Unidades Tributarias y un pergamino.
- Mejor Actor: Sesenta y Uno con Cincuenta (61,50) Unidades Tributarias y un pergamino.
- Mejor Actor de Reparto: Cincuenta y Cuatro con Cincuenta (54,50) Unidades Tributarias y un pergamino.
- Mejor Actriz de Reparto: Cincuenta y Cuatro con Cincuenta (54,50) Unidades Tributarias y un pergamino.

## Resultados 2009
- Mejor Edición: Vinotinto, la película dirigida por Nathalia Lafuente.
- Mejor Documental: Vinotinto, la película.[5]

## Resultados 2011
- Mejor Película Documental: Manos Mansas, dirigida por Luis Alejandro y Andrés Eduardo Rodríguez.
- Mejor Música original: Manos Mansas, dirigida por Luis Alejandro y Andrés Eduardo Rodríguez.[6]

## Resultados 2012
- Mejor película: Reverón de Diego Rísquez fue la ganadora.
- Mejor película documental: Tambores de agua de Clarissa Duque.
- Mejor dirección: Alejandro Bellame por El rumor de las Piedras.
- Mejor dirección de arte: Asdrúbal Meléndez por Días de Poder.
- Mejor guión: Olegario Barrera por El manzano azul.
- Mejor montaje: Julio García por Días de Poder.[7][8]
- Mejor música original: Daniel Espinoza por El rumor de las piedras.
- Mejor banda sonora: Orlando Andersen por El rumor de las Piedras.
- Mejor fotografía: Cezary Jaworski por Reverón.
- Mejor actriz: Rossana Fernández por El rumor de las piedras.
- Mejor actor: Luigi Sciamanna por Reverón.
- Mejor actor de reparto: Juan Carlos Nuñez por El rumor de las piedras.[9]
- Mención Especial: Marc Villá, por su trayectoria como documentalista y docente.[10]

## Resultados 2013
- Mejor largometraje: Brecha en el silencio, dirigido por los hermanos Luis y Andrés Rodríguez.[11][12]
- Mejor Dirección: hermanos Luis y Andrés Rodríguez.
- Mejor Dirección de Arte: recibido por Darwin Angola;
- Mejor Guión: escrito por Rafael Pinto, junto a los hermanos Rodríguez;[12]
- Mejor Montaje: recibido por Carlos Mendoza;
- Mejor Banda Sonora: recibido por Eleazar Moreno y Gregorio Gómez.
- Mejor Fotografía: realizada por Antonio García;
- Mejor Actor: fue reconocido Rubén León;
- Mejor Actriz de Reparto: le correspondió a Juliana Cuervos.[13]

## Resultados 2015
- Mejor Película: Dauna, lo que lleva el río, dirigida por Mario Crespo.
- Mejor Película Documental: Hay alguien allí, dirigida por Eduardo Viloria Daboín.
- Mejor Dirección: Claudia Pinto por La distancia más larga.
- Mejor Dirección de Arte: Betsabé Clavel por El infierno de Gaspar Mendoza.
- Mejor Guion: Mariana Rondón por Pelo malo.
- Mejor Montaje: Carlos Mendoza e Ignacio Márquez por Ley de fuga.
- Mejor Música Original: Gustavo Dudamel por Libertador.
- Mejor Sonido: Gustavo González y Lino Ocando por Dauna, lo que lleva el río.
- Mejor Fotografía: Gabriel Guerra Antequera por Dauna, lo que lleva el río.
- Mejor Actriz: Samantha Castillo por Pelo malo.
- Mejor Actor: Eddie Gómez por Dauna, lo que lleva el río.
- Mejor Actor de Reparto: Arnaldo Mendoza por Ley de fuga.
- Mejor actriz de Reparto: Nelly Ramos por Pelo malo.
- Mención honorífica al Documental: Francisco Massiani, breve y arbitraria historia de mi vida, dirigido por Manuel Guzmán Kizer, "por retratar de manera cercana y sensible la vida de este importante autor venezolano".
- Mención Honorífica: Jorge Villegas por la música original del documental El río que nos atraviesa; Emiliano Montes por la música original del documental El río que nos atraviesa; y Alí Bolaños por su destacada actuación en el largometraje Dauna, lo que lleva el río.[14]

## Resultados 2016
- Mejor Película: El malquerido, de Diego Rísquez.
- Mejor Película Documental: Favio, La estética de la ternura, de Luis Rodríguez y Andrés Rodríguez.
- Mejor Película de Animación: Desierto.
- Mejor Dirección: Luis Rodríguez y Andrés Rodríguez por Favio, la estética de la ternura.
- Mejor Dirección de Arte: Fabiola Fernández y Diego Rísquez por El malquerido.
- Mejor Guion: Wanadi Siso por El laberinto de lo posible.
- Mejor Montaje: Bárbara Hertiman, Luis Rodríguez y Andrés Rodríguez por Favio, la estética de la ternura.
- Mejor Música Original: Nascuy Linares por El laberinto de lo posible.
- Mejor Banda Sonora: Mario Nazoa y Alejandro Blanco Uribe por El malquerido.
- Mejor Fotografía: Rubén Belfort por Hasta que la muerte nos separe.
- Mejor Actriz: Alexandra Braun por Hasta que la muerte nos separe.
- Mejor Actor: Rubén Zapata “Zapata 666” por “Hasta que la muerte nos separe”.
- Mejor Actriz de Reparto: Samantha Castillo por El malquerido.
- Mejor Actor de Reparto: Gilbert Lamourd por Amor cuesta arriba.
- Mención especial a obra en coproducción nacional: Cooperativa Audiovisual La Célula y la Corriente Revolucionaria Bolívar y Zamora por el documental Juntera,[15] de Giuliano Salvatore.
- Mención especial a obra en coproducción internacional: Alejandra Szeplaki y Daniel Jerozolimski de la Cooperativa Estrella Films de Venezuela por El patrón, radiografía de un crimen, de Sebastián Schindel.[16][17]